# Gilles Barthe
Pour les articles homonymes, voir Barthe.
Gilles Barthe, né le 4 juin 1906 à Briatexte, dans le Tarn, et mort le 14 juillet 1993 à Albi est évêque de Monaco de 1953 à 1962. Il est notamment connu pour avoir marié Grace Kelly et Rainier III, prince de Monaco, le 18 avril 1956. En 1962, il est nommé évêque de Fréjus et Toulon, il se retire en 1983.

## Biographie

### Prêtre du diocèse d'Albi
En 1926, alors qu'il assiste à une cérémonie organisée pour la canonisation de Thérèse de Lisieux, il comprend la nouveauté de son message qu'il prêchera tout au long de sa vie. Après sa formation au grand séminaire d’Albi, il y est ordonné prêtre pour le diocèse le 29 juin 1930.
En 1953, l’abbé Barthe devient vicaire général du diocèse d'Albi et deux mois plus tard, le 13 mai 1953, évêque de Monaco. Il est sacré dans la cathédrale Sainte-Cécile d'Albi le 24 juin 1953 par Jean-Joseph Moussaron.

### Évêque de Monaco
Le 18 avril 1956, il préside au mariage du prince Rainier III avec Grace Kelly et baptisera leurs enfants.

### Évêque de Fréjus-Toulon
Le 4 mai 1962, Barthe est transféré sur le siège de Fréjus-Toulon.
Il participa en tant qu'évêque aux quatre sessions du concile Vatican II.
Il contribue au renouveau du diocèse, en accueillant de nouvelles communautés religieuses comme les moniales de Bethléem à la Verne et au Thoronet, les Bénédictines au Bessillon ou la communauté Saint-Jean, en créant la diaconie du Var, et en exhortant les fidèles à plus d'engagement au sein de l’Église.
Il est cependant confronté à la crise du clergé, à laquelle il réagit avec charité et fermeté, invitant à « garder l'amitié, mais rester ferme sur la vérité », certaines attitudes étant « inacceptables ». Dans cette période difficile, Barthe doit gérer l’accueil de l’archevêque vietnamien de Hué, Pierre Martin Ngo Dinh Thuc, qui ordonne de façon illicite des évêques à Toulon, sans l'accord de Rome La prudence de Barthe va jusqu'à interdire à ses prêtres et à ses diocésains d’assister à une conférence donnée à Toulon par Paul Seitz des Missions étrangères de Paris et évêque émérite de Kontum au Vietnam, pour ne pas sembler cautionner ce conférencier qui est taxé « d'anti-communisme primaire ». Celui-ci, missionnaire intrépide, témoin des exactions de la guerre du Vietnam, ne cache pas sa déception dans un livre intitulé Le Temps des chiens muets, réflexions personnelles sur ses épreuves et celles du peuple au Vietnam et la déception éprouvée en retrouvant une France endormie et muette, indifférente au drame qui s'est joué et se joue encore dans son pays de mission.

### Retraite et décès
Retiré près d'un Foyer de charité à Roquefort-les-Pins, il assure un ministère d'accompagnement spirituel et de prédication.
Au départ de Brand en 1984, il fut sollicité par le pape pour assurer durant neuf mois la charge d’administrateur apostolique de Monaco
Il meurt le 14 juillet 1993 à Albi et est inhumé en la cathédrale de Toulon.

## Armoiries
D’azur cantonné à senestre d’une étoile rayonnante d’argent et de trois rayons inégaux posés en barre.

## Distinctions
Gilles Barthe est titulaire de la croix de guerre 1939-1945, officier de la Légion d'honneur, commandeur émérite de l'ordre souverain de Malte, et commandeur de l'ordre de Saint-Charles.